# 安格斯·穆尔
安格斯·穆尔（英語：Angus Moore，1992年9月26日—），澳大利亚男子赛艇运动员。他曾代表澳大利亚参加保加利亚普罗夫迪夫举行的2018年世界赛艇锦标赛，获得男子八人单桨有舵手银牌。